# Julio César Rivera
Julio César Rivera (Lima, 12 de abril de 1967) é um ex-futebolista peruano que atuava como meia.

## Carreira
Julio César Rivera integrou a Seleção Peruana de Futebol na Copa América de 1995.